# Sân bay Sydney

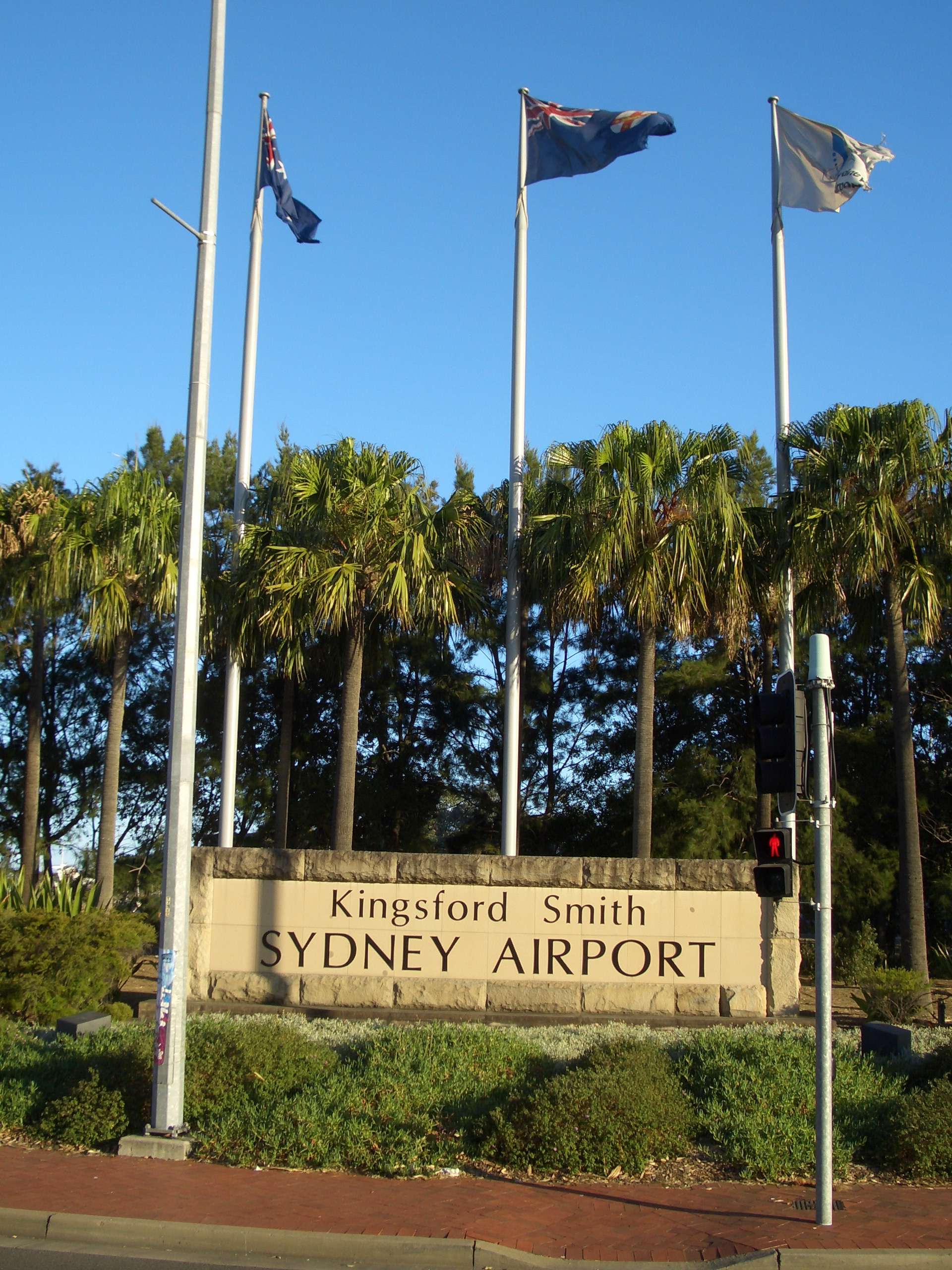
Sydney Domestic Terminal entrance

Sân bay quốc tế Sydney (Kingsford Smith) (tiếng Anh: Sydney (Kingsford Smith) International Airport hay Sydney Airport) (IATA: SYD, ICAO: YSSY), tọa lạc tại ngoại ô của thành phố Sydney, tại Mascot, Úc. Đây là sân bay chính phục vụ Sydney và là trung tâm hoạt động chính của hãng Qantas. Sân bay Sydney là sân bay thương mại hoạt động liên tục nhất thế giới, phục vụ hơn 26 triệu hành khách/năm và có thể tăng lên 68 triệu khách/năm năm 2020. Sân bay tọa lạc gần vịnh Botany, có 3 đường băng. Về mặt diện tích, đây là sân bay hẹp nhất trong các sân bay thủ phủ bang ở Úc.

## Vận chuyển
Sân bay được nối với đường bộ và đường sắt thông qua đường ray East Hills ngầm. Các nhà ga xe lửa nằm dưới các nhà ga quốc nội và quốc tế. Xe bus Sydney chạy tuyến 400 (Burwood đến Bondi Junction) và tuyến 410 (Rockdale đến Bondi Junction) và đều dừng ở cả ba nhà ga sân bay.

## Lịch sử
Ban đầu được công bố là sân bay năm 1920 (với tên gọi là "Sydney Airport"), sau đó được đổi tên là sân bay quốc tế Sydney (Kingsford Smith) năm 1953, vinh danh Charles Kingsford Smith, một phi công tiên phong của Úc.
Đường băng đầu tiên được xây năm 1933, bằng sỏi. Đến thập niên 1960, do nhu cầu cần có một nhà ga quốc tế rất và công việc xây dựng bắt đầu năm 1966 và hoàn thành ngày 3/5/1970 và được khánh thành bởi Nữ hoàng Elizabeth II. Vào thập niên 1970, đường băng Bắc-Nam được mở rộng để trở thành đường băng dài nhất ở Nam Bán Cầu. Vào thập niên 1960, việc chỉ có 2 đường băng cắt nhau đã hạn chế năng lực của sân bay và một đường băng thứ 3 song song với đường Bắc-Nam hiện hữu nhưng trên đất lấn biển của vịnh Bontany.

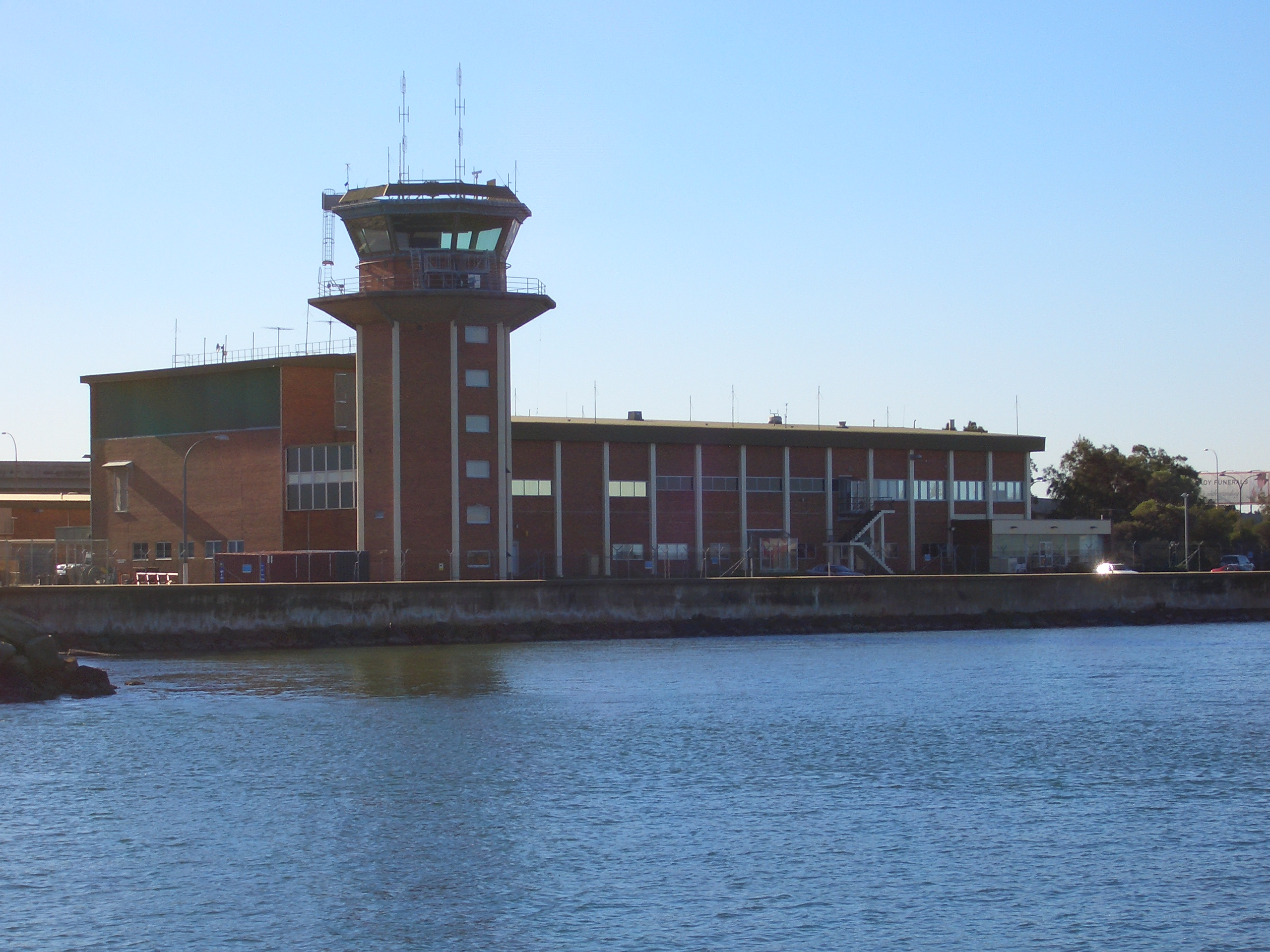
Terminal Control Unit including the old Control Tower, Sydney Airport - operated by Airservices Australia

Năm 2002 chính phủ Úc đã bán quyền khai thác sân bay từ công ty Sydney Airports Corporation Limited (sau này đổi tên thành Sydney Airport Corporation Limited), sang công ty Southern Cross Airports Corporation Holdings Ltd. Sân bay này hiện nay đang được mở rộng với một kế hoạch nâng cấp 20 năm (2005-2025) với việc xây thêm các block nhà văn phòng cao tầng, bãi đậu xe nhiều tầng, mở rộng các nhà ga.

## Các nhà ga

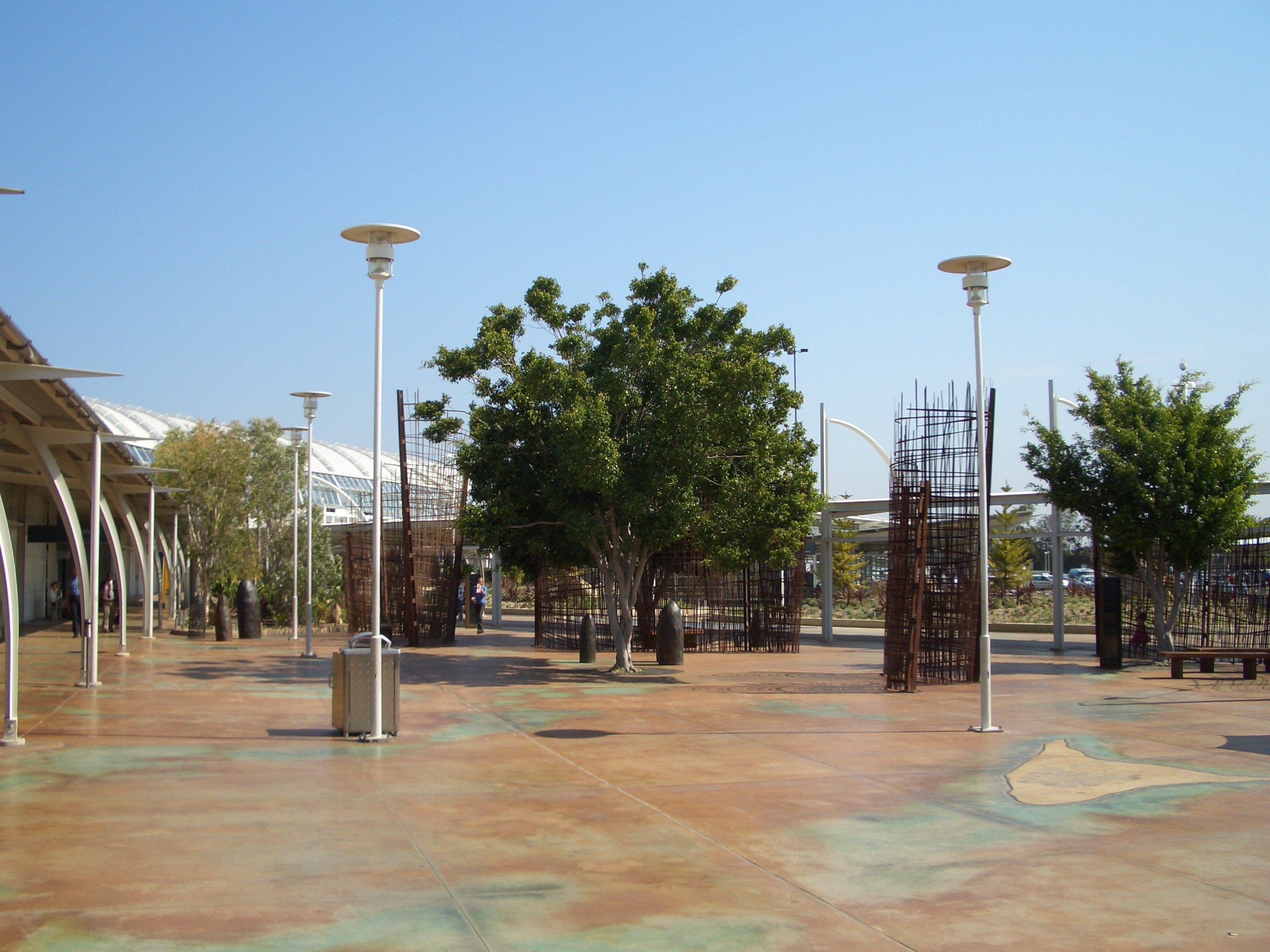
International Terminal forecourt

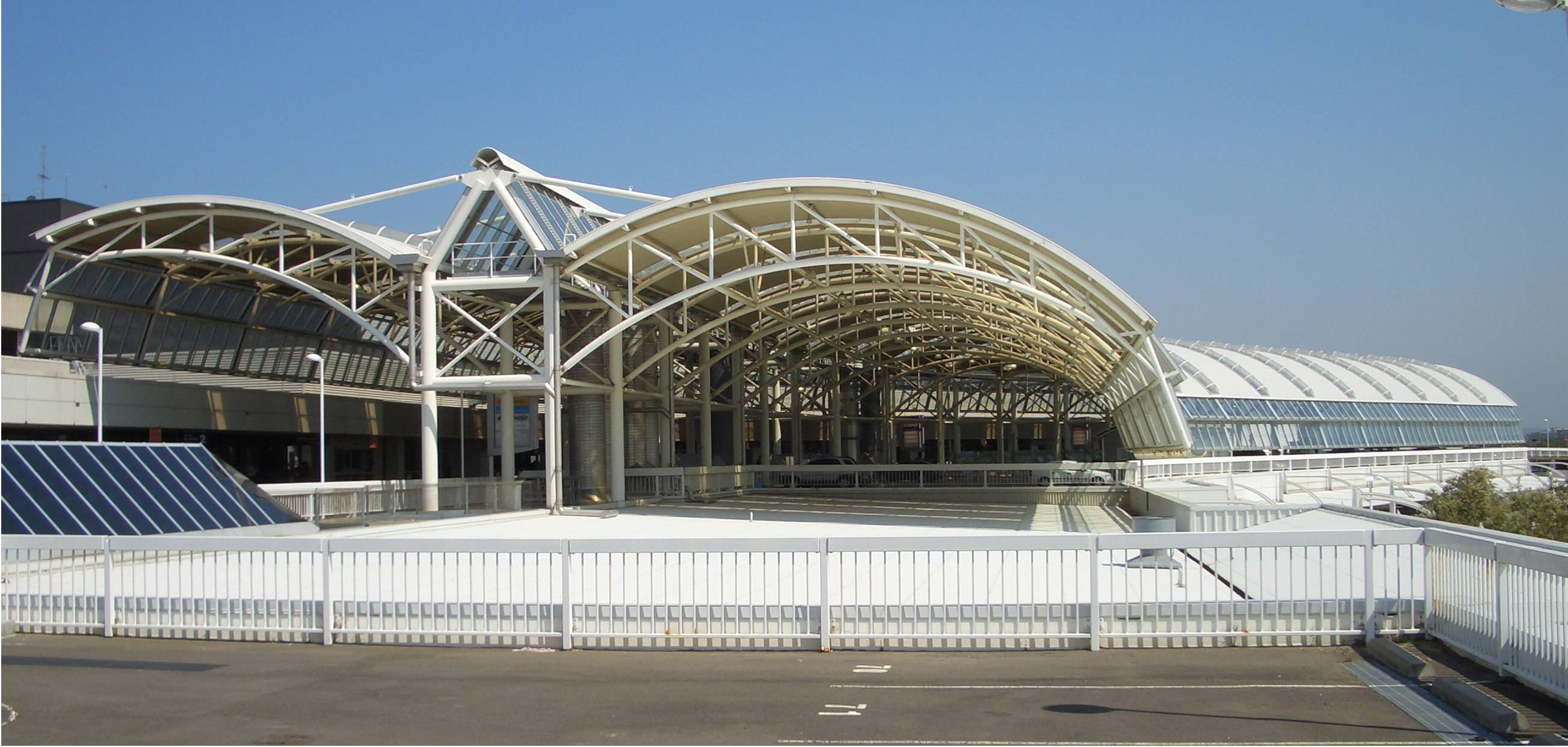
Sydney International Terminal

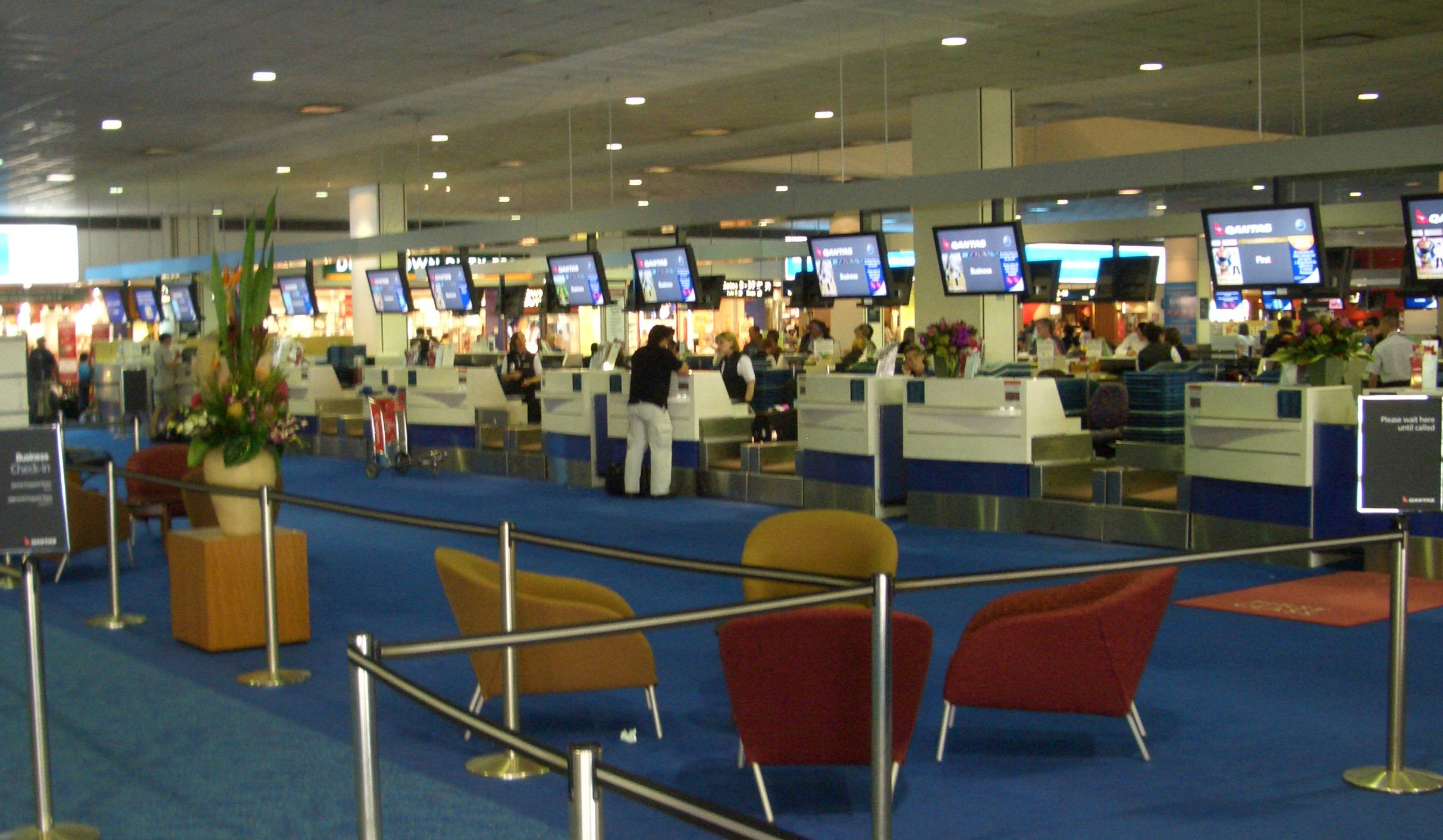
International Terminal, Sảnh check-in của hãng Qantas

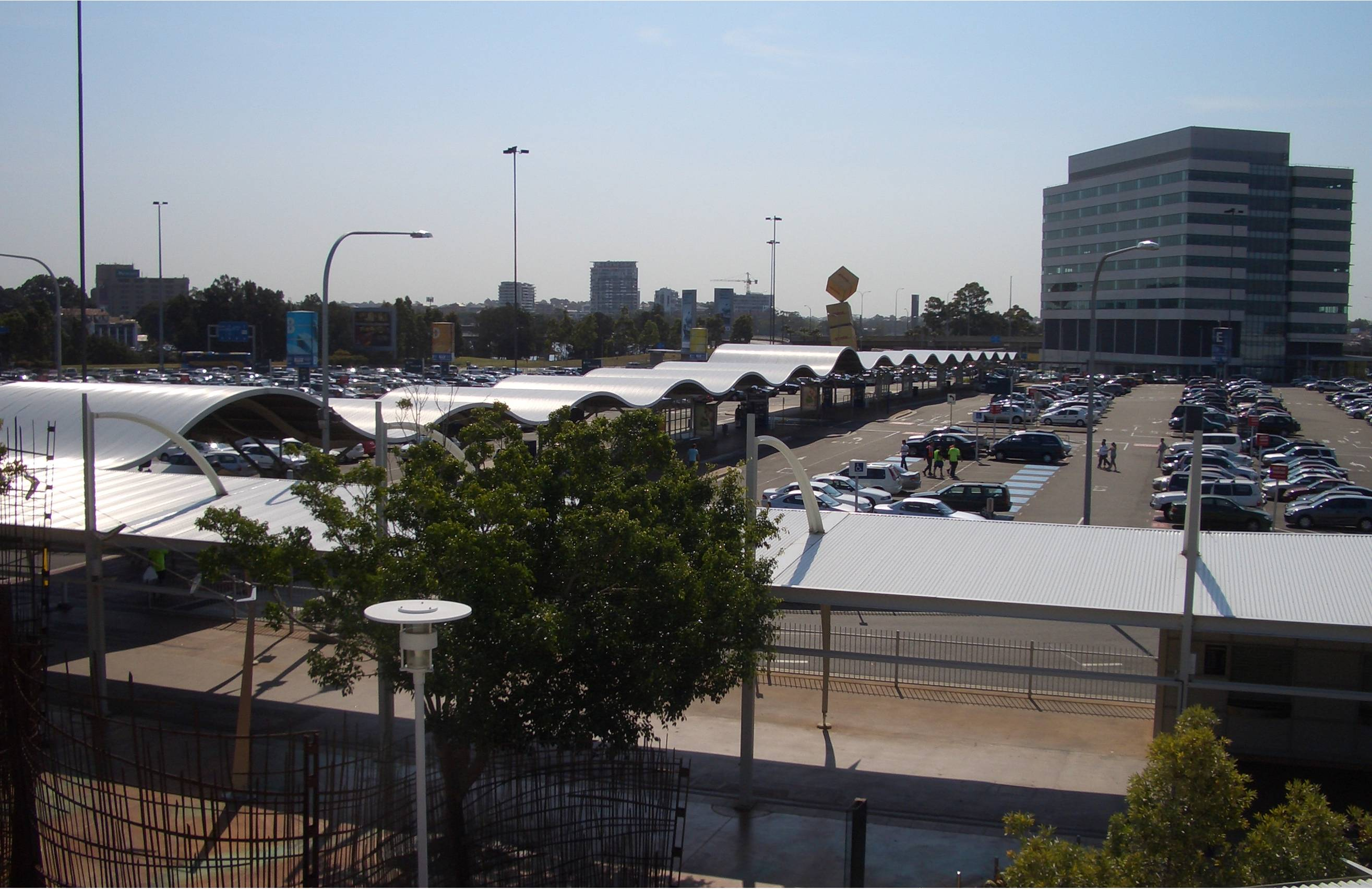
Bãi đậu xe ga quốc tế

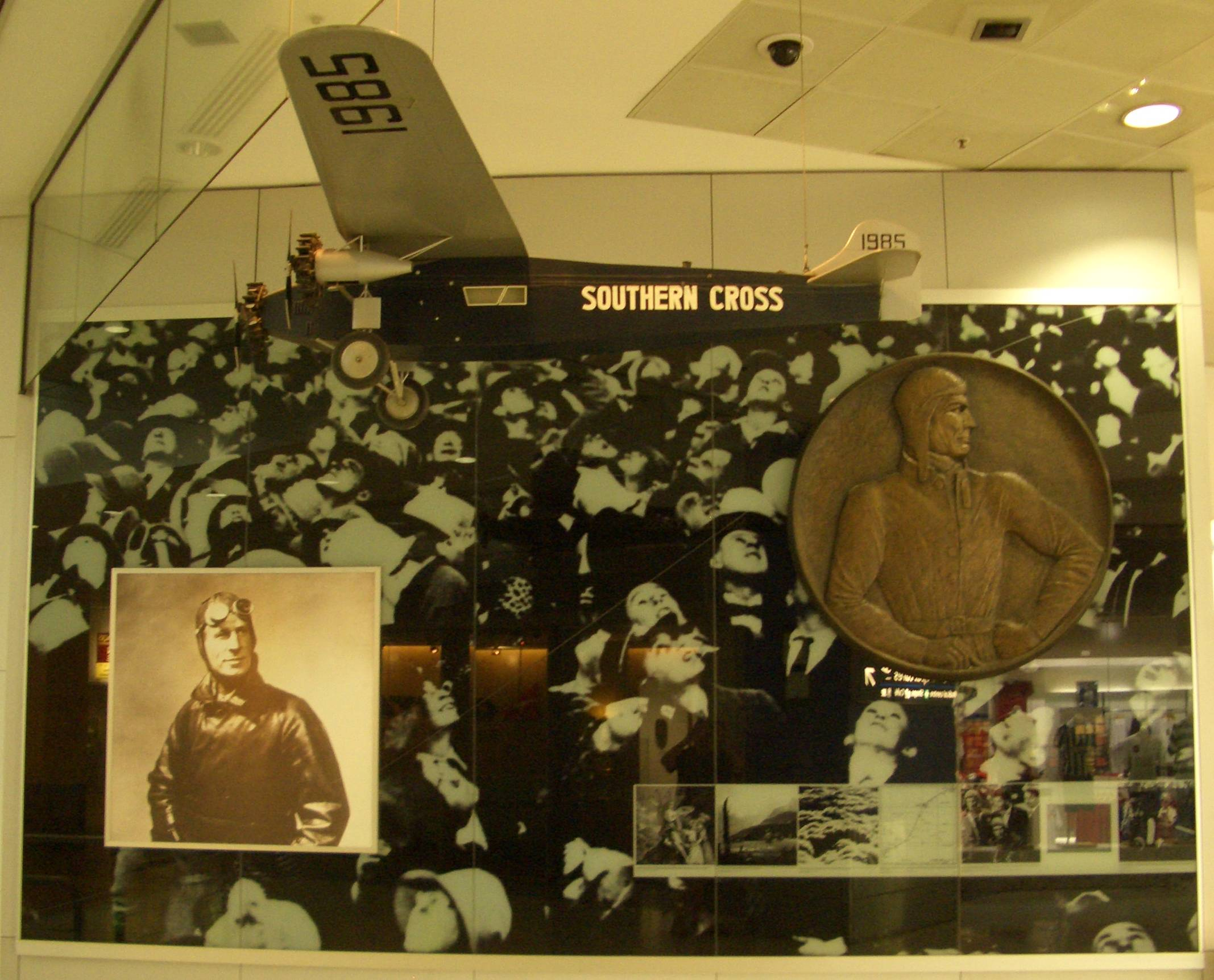
Memorial to Charles Kingsford Smith, Sydney International Terminal

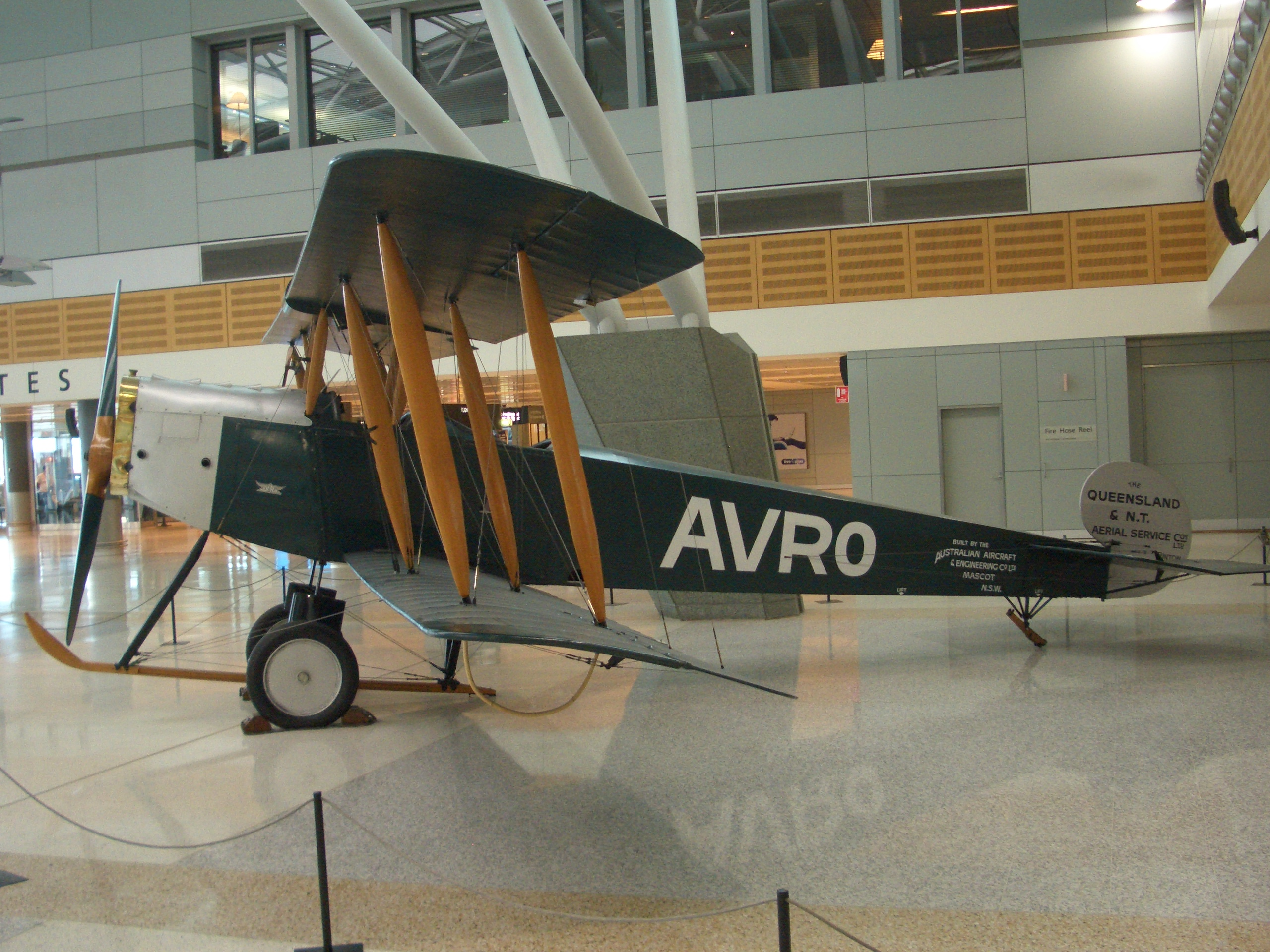
Qantas AVRO 504K replica, first plane flown by Qantas, Domestic Terminal

## Hãng hàng không và tuyến bay

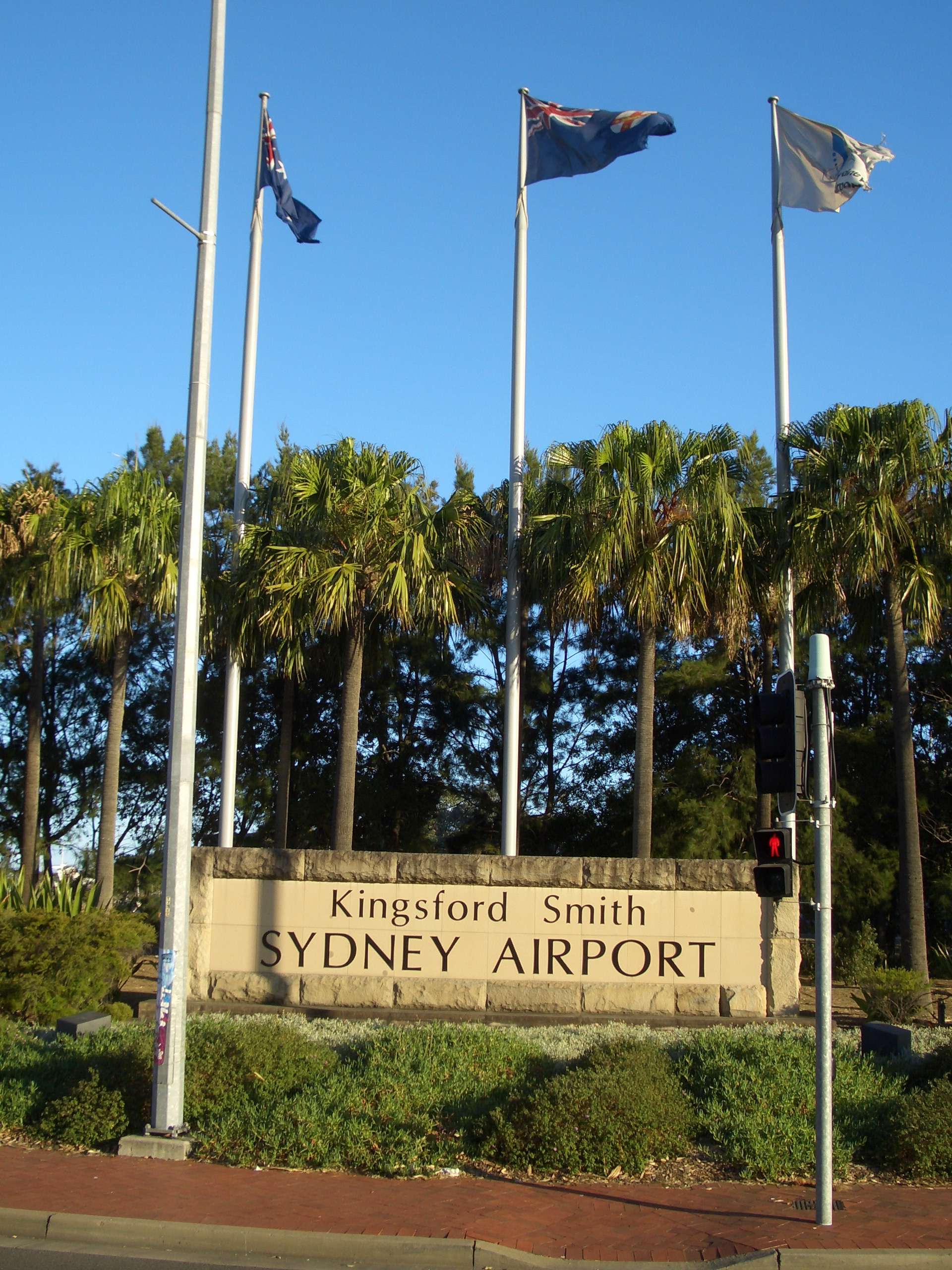
Cổng vào phía nội địa của sân bay

Tháp không lưu

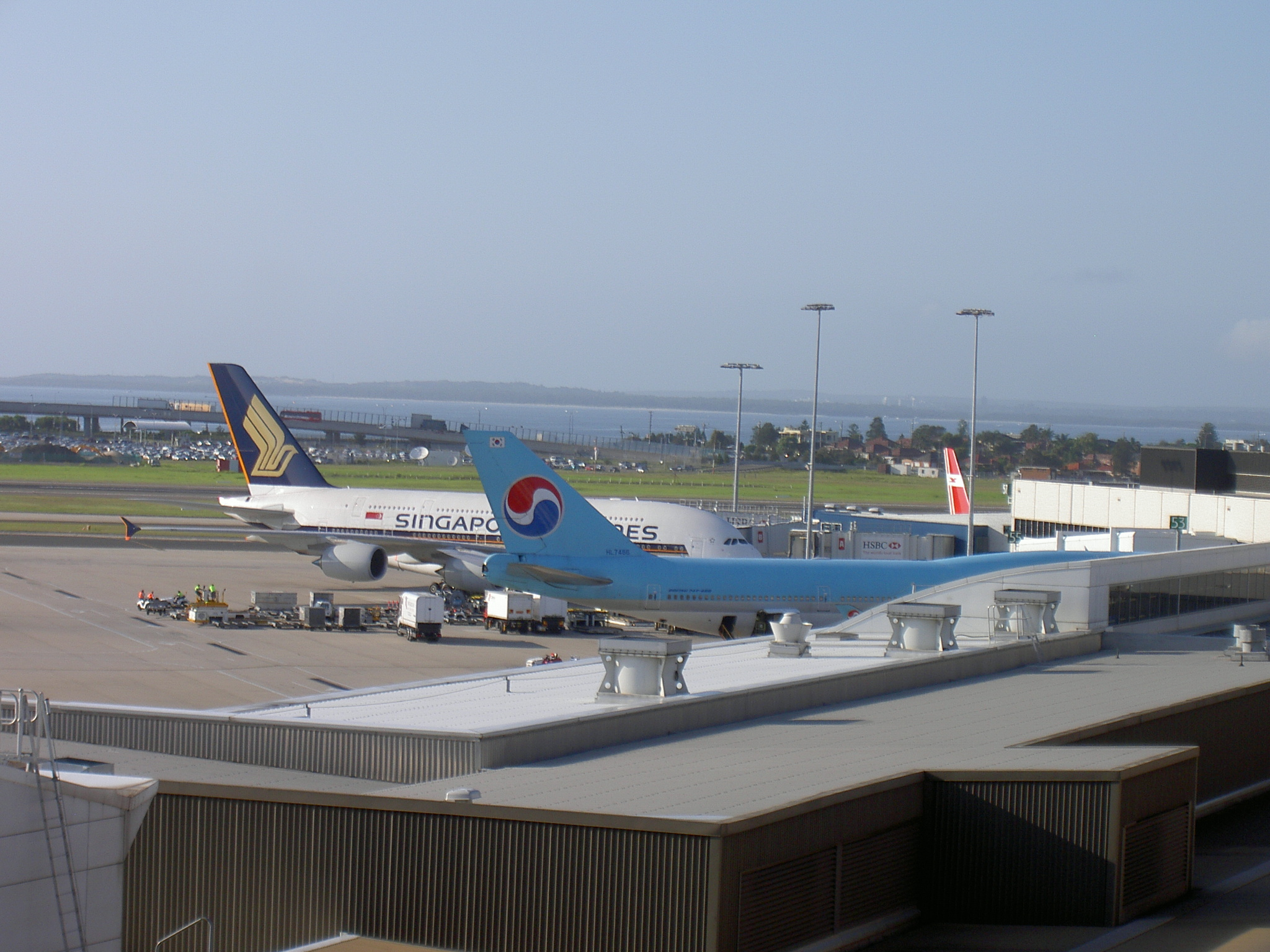
A Singapore Airlines Airbus A380 và một chiếc Korean Air Boeing 747

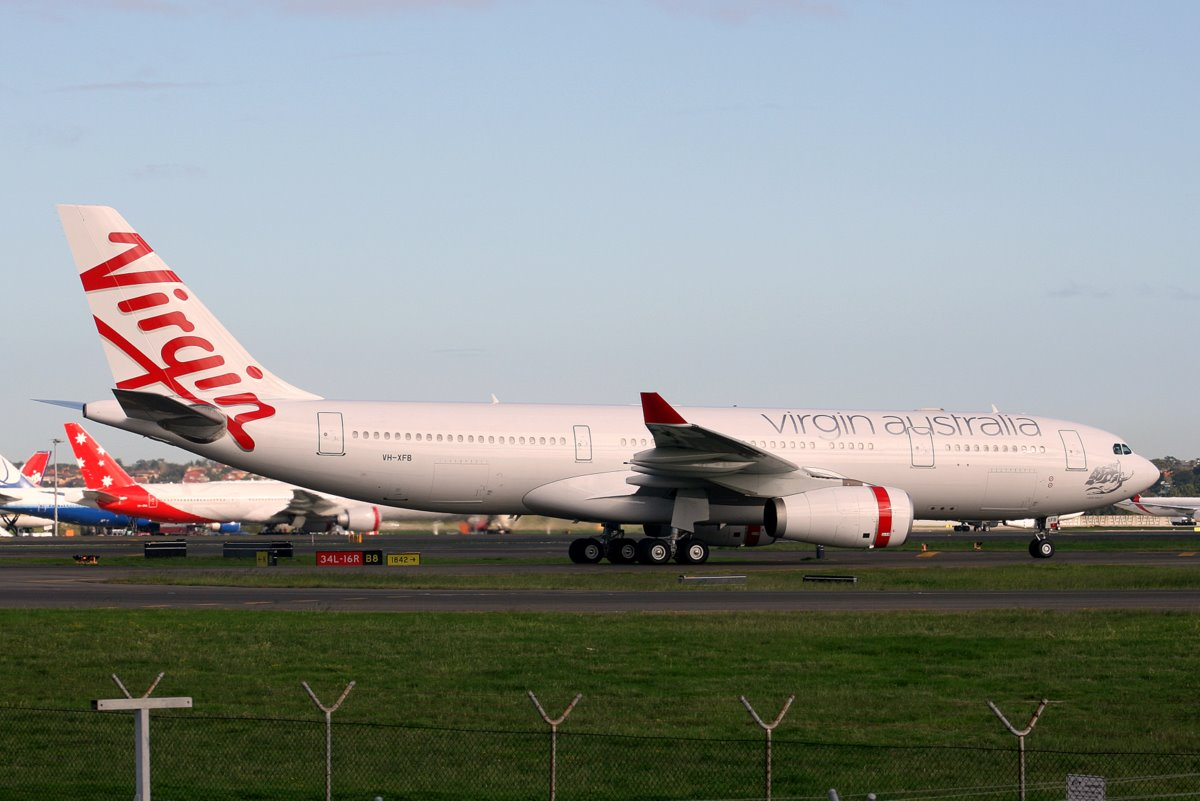
Virgin Australia A330

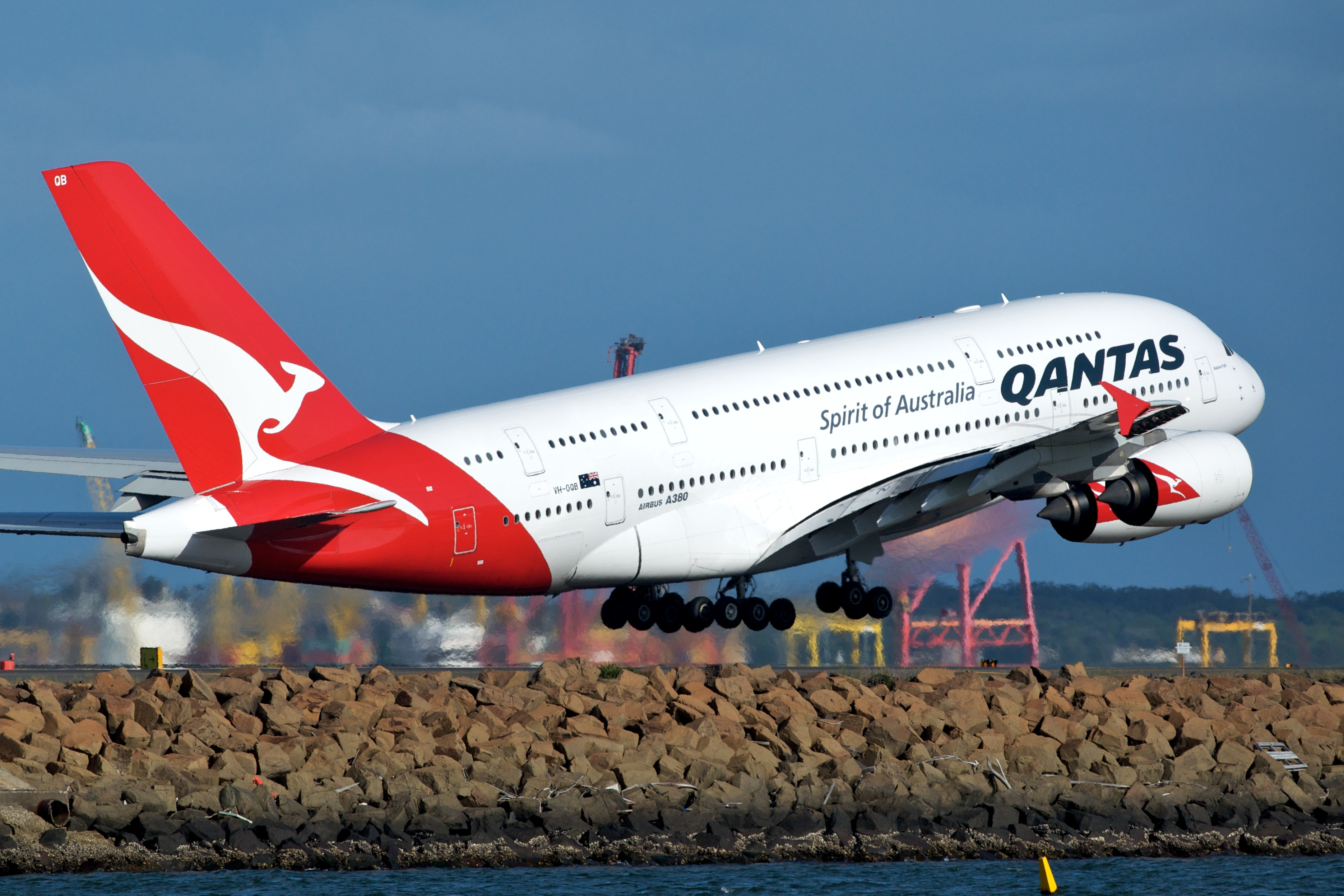
Qantas A380 cất cánh

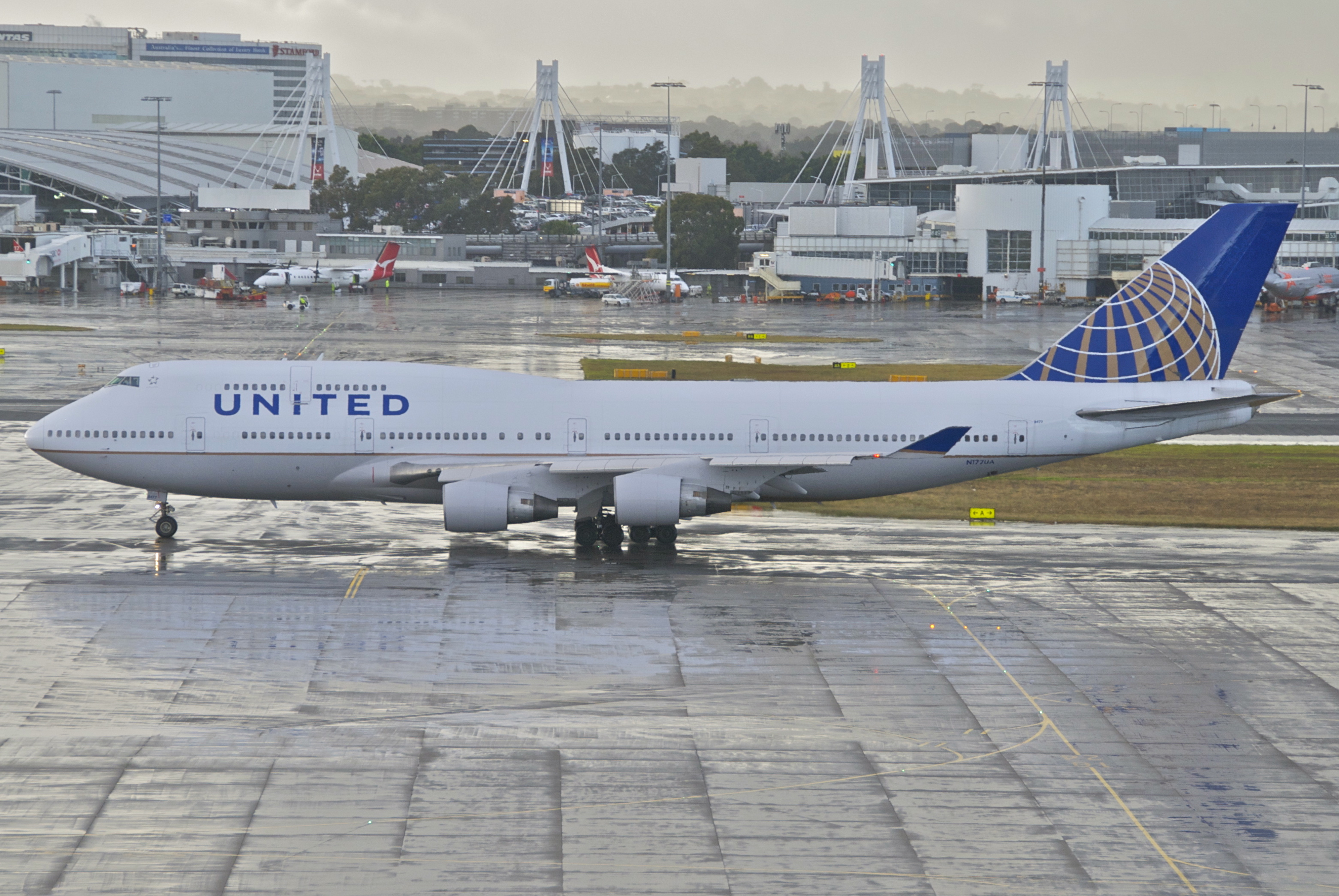
A United Airlines Boeing 747-400 đang đi trên đường lăn

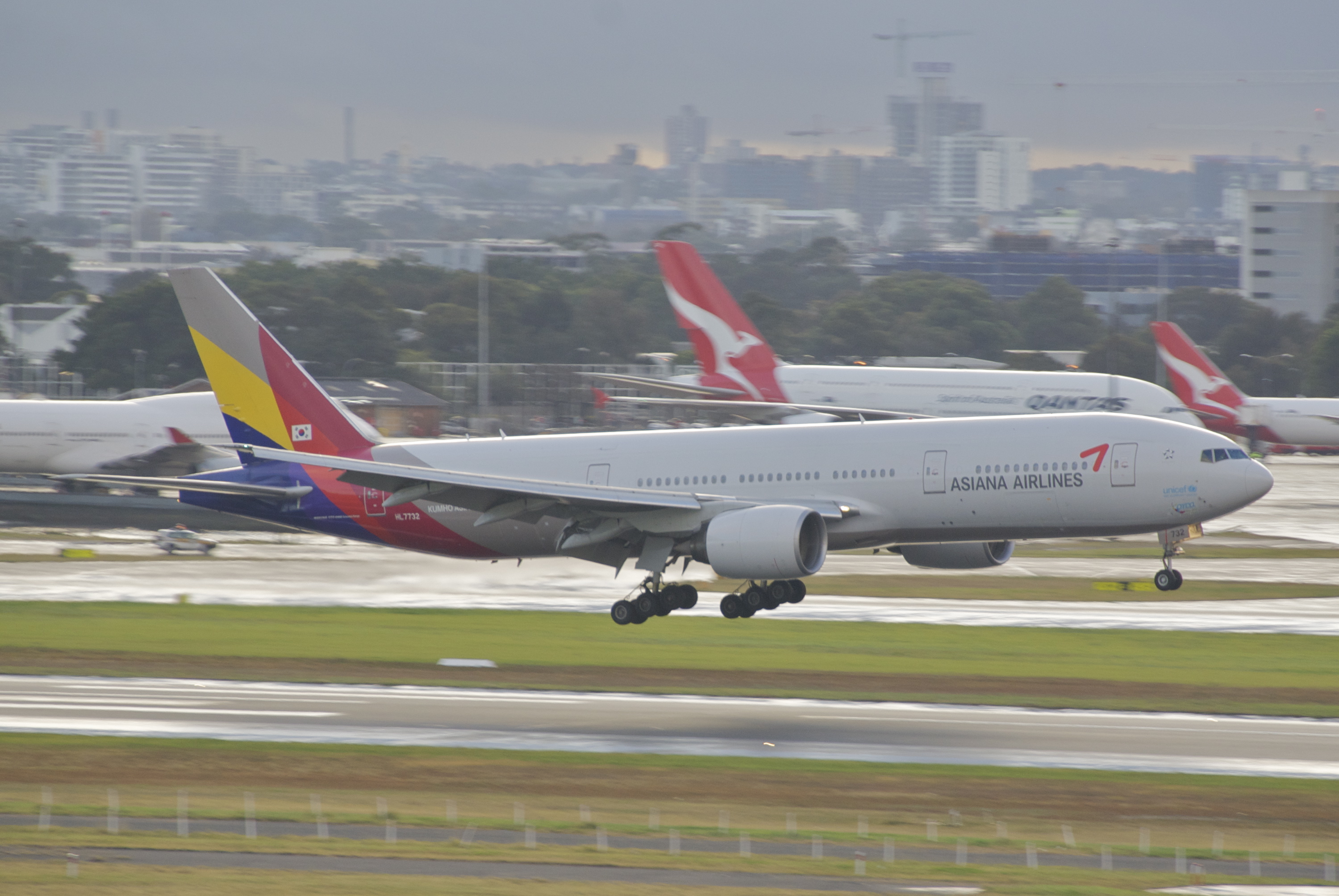
An Asiana Airlines Boeing 777-200ER hạ cánh

### Hành khách
| Hãng hàng không                                            | Điểm đến | Nhà ga |
| ---------------------------------------------------------- | --- | ------ |
| AirAsia X                                                  | Kuala Lumpur | 1      |
| Aircalin                                                   | Nouméa | 1      |
| Air Canada                                                 | Toronto-Pearson, Vancouver | 1      |
| Air China                                                  | Bắc Kinh-Thủ đô, Thượng Hải-Phố Đông | 1      |
| Air India                                                  | Delhi | 1      |
| Air New Zealand                                            | Auckland, Christchurch, Norfolk Island, Queenstown, Rarotonga, Wellington | 1      |
| Air Niugini                                                | Port Moresby | 1      |
| Air Vanuatu                                                | Port Vila | 1      |
| Asiana Airlines                                            | Seoul-Incheon | 1      |
| Bamboo Airways                                             | Thành phố Hồ Chí Minh | 1      |
| British Airways                                            | London-Heathrow, Singapore | 1      |
| Cathay Pacific                                             | Hong Kong | 1      |
| Cebu Pacific                                               | Manila | 1      |
| China Airlines                                             | Auckland, Đài Bắc-Đào Viên Theo mùa: Christchurch | 1      |
| China Eastern Airlines                                     | Bắc Kinh-Thủ đô, Nam Kinh, Thượng Hải-Phố Đông | 1      |
| China Southern Airlines                                    | Quảng Châu | 1      |
| Delta Air Lines                                            | Los Angeles | 1      |
| Emirates                                                   | Auckland, Bangkok-Suvarnabhumi, Christchurch, Dubai-International | 1      |
| Etihad Airways                                             | Abu Dhabi | 1      |
| Fiji Airways                                               | Nadi, Suva | 1      |
| Garuda Indonesia                                           | Denpasar, Jakarta-Soekarno-Hatta | 1      |
| Hawaiian Airlines                                          | Honolulu | 1      |
| Japan Airlines                                             | Tokyo-Narita | 1      |
| JETGO Australia                                            | Gladstone | 2      |
| Jetstar Airways                                            | Auckland, Christchurch, Gold Coast, Denpasar, Honolulu, Melbourne, Nadi, Osaka-Kansai, Phuket, Queenstown | 1      |
| Jetstar Airways                                            | Adelaide, Avalon, Uluru, Ballina, Brisbane, Cairns, Darwin, Gold Coast, Hamilton Island, Hobart, Launceston, Melbourne, Perth, Sunshine Coast, Townsville | 2      |
| Korean Air                                                 | Seoul-Incheon | 1      |
| LAN Airlines                                               | Auckland, Santiago de Chile | 1      |
| Malaysia Airlines                                          | Kuala Lumpur | 1      |
| Philippine Airlines                                        | Manila | 1      |
| Qantas                                                     | Bangkok-Suvarnabhumi, Dallas/Fort Worth, Dubai-International, Hong Kong, Honolulu, Jakarta-Soekarno-Hatta, Johannesburg, Los Angeles, London-Heathrow, Manila, New York-JFK, Nouméa, Queenstown, Santiago de Chile, Thượng Hải-Phố Đông, Singapore, Tokyo-Haneda Theo mùa: Vancouver | 1      |
| Qantas                                                     | Adelaide, Alice Springs, Brisbane, Cairns, Canberra, Darwin, Gold Coast, Hamilton Island, Hervey Bay, Melbourne, Perth Theo mùa: Broome | 3      |
| Qantas vận hành bởi Jetconnect                             | Auckland, Christchurch, Wellington | 1      |
| QantasLink vận hành bởi Eastern Australia Airlines         | Albury, Armidale, Canberra, Coffs Harbour, Dubbo, Gladstone, Lord Howe Island, Moree, Port Macquarie, Tamworth, Toowoomba-Brisbane West Wellcamp, Wagga Wagga Theo mùa: Mount Hotham                                                                                                 | 3      |
| QantasLink vận hành bởi Cobham Aviation Services Australia | Adelaide, Canberra, Gold Coast, Hervey Bay, Hobart | 3      |
| Regional Express Airlines                                  | Albury, Armidale, Ballina, Bathurst, Broken Hill, Dubbo, Grafton, Griffith, Lismore, Merimbula, Mildura, Moruya, Narrandera, Newcastle, Orange, Parkes, Taree, Wagga Wagga | 2      |
| Scoot                                                      | Singapore | 1      |
| Sichuan Airlines                                           | Trùng Khánh | 1      |
| Singapore Airlines                                         | Singapore | 1      |
| Solomon Airlines                                           | Honiara | 1      |
| Thai Airways                                               | Bangkok-Suvarnabhumi | 1      |
| Tigerair Australia                                         | Adelaide, Brisbane, Cairns, Coffs Harbour, Gold Coast, Melbourne, Perth, Proserpine | 2      |
| United Airlines                                            | Los Angeles, San Francisco | 1      |
| VietJet Air                                                | Thành phố Hồ Chí Minh | 1      |
| Vietnam Airlines                                           | Thành phố Hồ Chí Minh, Hà Nội | 1      |
| Virgin Australia                                           | Adelaide, Uluru, Ballina, Brisbane, Cairns, Canberra, Coffs Harbour, Darwin, Gold Coast, Hamilton Island, Hervey Bay, Hobart, Mackay, Melbourne, Perth, Sunshine Coast | 2      |
| Virgin Australia                                           | Abu Dhabi, Auckland, Christchurch, Denpasar, Los Angeles, Nadi, Nuku'alofa, Queenstown | 1      |
| Virgin Australia Regional Airlines                         | Albury, Canberra, Port Macquarie, Tamworth | 2      |
| Virgin Samoa                                               | Apia | 1      |

### Hàng hóa

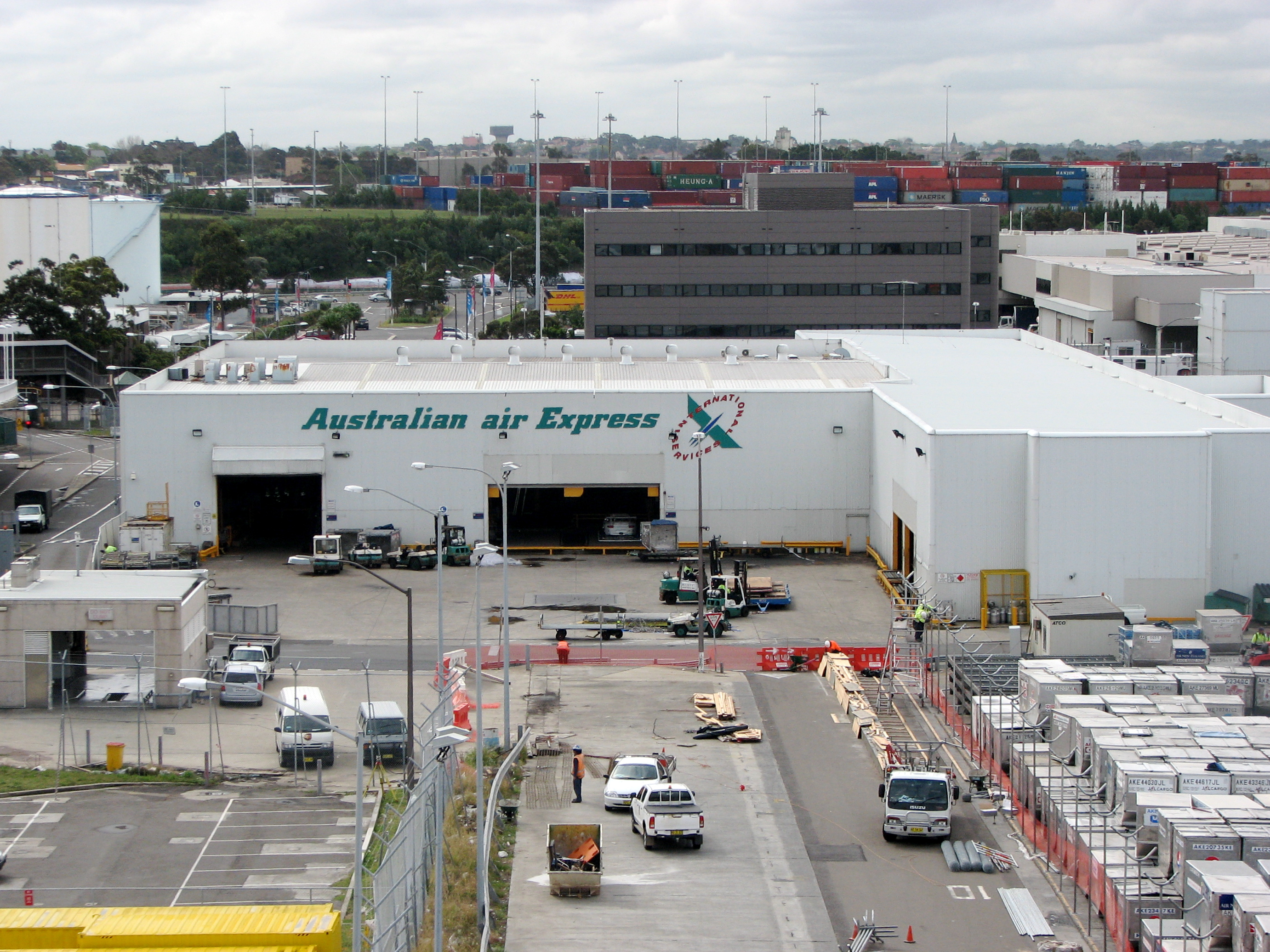
Australian Air Express Facility

| Hãng hàng không                                          | Các điểm đến                                                          | Ga       |
| -------------------------------------------------------- | --------------------------------------------------------------------- | -------- |
| Cathay Pacific Cargo                                     | Hong Kong, Melbourne                                                  | Hàng hóa |
| DHL Express vận hành bởi Tasman Cargo Airlines           | Auckland, Nouméa, Melbourne                                           | Note 2   |
| DHL Express vận hành bởi Pel-Air                         | Brisbane, Melbourne, Cairns                                           | Note 2   |
| Emirates SkyCargo                                        | Dubai-Al Maktoum, Hong Kong, Singapore                                | Hàng hóa |
| FedEx Express                                            | Quảng Châu, Los Angeles, Manila, Honolulu                             | Hàng hóa |
| Korean Air Cargo                                         | Quảng Châu, Seoul-Incheon                                             | Hàng hóa |
| MASkargo                                                 | Kuala Lumpur International                                            | Hàng hóa |
| Qantas Freight vận hành bởi Express Freighters Australia | Brisbane, Melbourne                                                   | Note 2   |
| Qantas Freight vận hành bởi Atlas Air                    | Trùng Khánh, Chicago-O'Hare, Hong Kong, Honolulu, Thượng Hải-Phố Đông | Hàng hóa |
| Qantas Freight vận hành bởi Express Freighters Australia | Auckland, Christchurch                                                | Hàng hóa |
| Singapore Airlines Cargo                                 | Adelaide, Auckland, Melbourne, Singapore                              | Hàng hóa |
| Thai Airways Cargo                                       | Bangkok-Suvarnabhumi                                                  | Hàng hóa |
| Toll Priority vận hành bởi Airwork                       | Brisbane, Melbourne                                                   | Note 2   |
| UPS Airlines                                             | Anchorage, Nadi, Honolulu, Los Angeles                                | Hàng hóa |

## Sân bay thứ hai của Sydney
Do nhu cầu gia tăng, người ta đang xem xét xây một sân bay thứ 2, cách xa Sydney hơn và dự kiến bắt đầu xây năm 2020.